# الحرية (صحيفة سودانية)
الحرية (بالإنجليزية: Alhoria)‏ هي صحيفة مقرها الخرطوم، السودان. تم إغلاق الصحيفة لأسباب سياسية في أبريل 2009.